# Schistotheca
Schistotheca is een geslacht van vlinders van de familie snuitmotten (Pyralidae), uit de onderfamilie Galleriinae.

## Soorten
- S. canescens Ragonot, 1883
- S. gigantilla Druce, 1911